# Übertherapie
Übertherapie ist die Eindeutschung eines angloamerikanischen Begriffs, der für medizinische Behandlungen steht, die für eine Linderung von Krankheitssymptomen oder eine Heilung keinen Zusatznutzen erbringen, sowie Behandlungen bei abnormen Befunden ohne Krankheitswert. Die Verordnung derartiger unnötiger medizinischer Behandlungsmaßnahmen beinhaltet nicht nur unnötige Kosten, sondern auch Gesundheitsschädigungen und Todesfälle, da viele Behandlungen nicht frei von Risiken sind. Der Begriff ist nicht gleichbedeutend mit dem gesundheitswissenschaftlichen Fachbegriff „Überversorgung“, da dieser nur unnötige, nicht-evidenzbasierte und unwirtschaftliche, nicht aber schädliche Behandlungen beinhaltet. Letztere werden in der gesundheitswissenschaftlichen Terminologie als „Fehlversorgung“ abgegrenzt. Zudem wird Überversorgung weithin etwa für ein Überangebot an Arztsitzen oder auch im Rentenrecht verwendet. Die Übertherapie umfasst auch Leistungen, die in der konkreten Situation ein Zuviel an medizinischer Behandlung darstellen, wenn sie keinen Nutzen erbringen und schaden. Die Terminologie „Über-“, „Unter-“ und „Fehlversorgung“ impliziert darüber hinaus, dass auch alle überflüssigen und falschen Maßnahmen immer von einer Fürsorge getragen wären, was eine unzulässige Wertung darstellt. Übertherapien sind ein bedeutender wirtschaftlicher Faktor, da Deutschland in der EU zu den Ländern mit dem höchsten Prozentsatz der Ausgaben für Krankenbehandlungen am Bruttoinlandsprodukt gehört.

## Verbreitung
Übertherapie ist stark verbreitet. Bei über 90 % der von der Cochrane Collaboration untersuchten Therapien fehlt eine solide Evidenz für Wirksamkeit und Patientennutzen. Ein Konsens über die Häufigkeit besteht allerdings nicht, da keine allgemeingültigen Kriterien als akzeptiert gelten. Daher sind Häufigkeiten oft Annäherungen, mit der Gefahr einer statistischen Verzerrung. In einer amerikanischen Studie wurde 2017 eine Häufigkeit von 29 % angegeben, teilweise werden international auch 89 % erreicht.  In besonderem Maße betrifft Übertherapie hochpreisige Behandlungsverfahren.
| Übertherapie                      | %  |
| --------------------------------- | -- |
| Gebärmutterhalskrebsvorsorge      | 55 |
| Wiederholungs-EKG                 | 52 |
| Antibiotika bei einem Virusinfekt | 50 |
| Magenspiegelung                   | 60 |
| Brustkorb-CTs                     | 46 |
| Hüftersatz                        | 34 |
| Gebärmutterentfernung             | 70 |
| Tumormarker bei Brustkrebs        | 73 |

Über wirtschaftliche Fehlanreize, Mengenausweitung von Eingriffen und Ausweitung der Indikationen sowie die Durchführung von nicht indizierten Eingriffen berichten die deutsche Bundesärztekammer, die Bertelsmann Stiftung, der Deutsche Ethikrat und die Deutsche Gesellschaft für Innere Medizin in einem Positionspapier mit dem Namen: „Der Patient ist kein Kunde, das Krankenhaus kein Wirtschaftsunternehmen.“
Anfang 2017 startete die Medizinzeitschrift „The Lancet“ mit einer Artikelserie zum „right care“ und dokumentiert die international vorhandene Problematik.  In einem der Artikel belegt Deutschland mit 33 % unnötigen Krankenhausbehandlungen eine Spitzenposition. Das Thema Übertherapie ist Hauptthema auf dem Weltanästhesietag 2017 in Österreich. Im Gutachten des Sachverständigenrates zur Begutachtung der Entwicklung im Gesundheitswesen 2018 heißt es, dass Übertherapie „das zentrale medizinische und ökonomische Problem“ sei.

## Ursachen
Die Ursachen für Übertherapie in der Medizin sind vielfältig und vielschichtig. Entsprechend werden schon in der Aus- und Weiterbildung Behandlungsversuche ohne gesicherte Wirksamkeit forciert. Empfehlungen zum Behandlungsverzicht oder Beenden von Therapien stellen in Lehrbüchern und Leitlinien Ausnahmen dar. Abwarten gilt als Zeichen der Unsicherheit und Inkompetenz. Die notwendigen Zeiträume für Spontanheilungen werden häufig durch Empfehlungen zu einem „raschen Therapiebeginn“ oder ein fehlendes Ablaufdatum der Behandlungen konterkariert. Übertherapie entsteht durch Aktionismus, der schon Behandlungen veranlasst, wenn ausreichende Selbstheilungskräfte des Organismus noch nicht gegriffen haben können oder noch fortgesetzt werden, wenn die Heilung keine Unterstützung mehr benötigt. So stellen umgehende Antibiotikaverabreichungen bei jeder bakteriellen Infektion Übertherapien dar, da in der großen Mehrzahl der Fälle die Selbstheilungskräfte ausreichen und im Gegensatz zu den Antibiotika keine zwangsläufigen negativen Therapieeffekte mit sich bringen. Das gilt auch für eine zu lange Behandlungsdauer wie bei Antibiotikagaben, wenn diese üblicherweise länger als drei Tage oder über Wochen verordnet werden. Übertherapie ist auch an der Tagesordnung, wenn nicht grundsätzlich ausschließlich evidenz-basierte Maßnahmen erfolgen. Evidenzbasierte Therapien können auch Übertherapien darstellen, wenn der gleiche therapeutische Effekt auch mit geringerem Aufwand hätte erfolgen können. Dieser Fall ist gegeben, wenn z. B. ein Abszess operativ gespalten wird, obwohl eine durch eine Punktion in Lokalanästhesie eingebrachte Drainage den gleichen Heilungseffekt erbracht hätte. In den letzten Jahrzehnten hat darüber hinaus die unnötige Behandlung von symptomfreien Menschen infolge neu definierter Krankheitsbilder, neu definierter Normalbereiche für biometrische Messwerte und bei Frühstadien zugenommen, ohne dass der Patientennutzen für derartige Behandlungen im Langzeitverlauf belegt werden konnte. Hierzu sind die Medikation bei psychiatrischen Krankheitsbildern, die Medikation zur Senkung des Cholesterins im Blut und Behandlungen beim lokal begrenzten Prostatakarzinom zu rechnen. Übertherapie wird ganz wesentlich auch von einer Ausweitung diagnostischer Verfahren („Überdiagnostik“) befördert, die Befunde zutage fördern, denen oft kein Krankheitswert zukommt, die aber als Abweichungen vom Normalen trotzdem behandelt werden.
Es werden vier Ursachenkomplexe für die Übertherapie beschrieben:
1. Ökonomische Fehlanreize
Im Gesundheitssystem Deutschlands ist die Vergütung sowohl im ambulanten als auch dem stationären Bereich an die Durchführung von Behandlungen gekoppelt. Aufgrund der höheren Einkommensaussichten für Ärzte und Kliniken muss dies zwangsläufig zu einem Anstieg von Behandlungsmaßnahmen und damit zu Übertherapie führen. Eine Mengenausweitung wird oft verstärkt durch Degressionsregelungen für Tarife bei steigender Zahl sowie Mindestmengenverordnungen als Voraussetzung für eine Durchführung. Ein weiterer ökonomisch motivierter Faktor stellen Risikozuschläge bei Begleiterkrankungen dar, da hierdurch auch Behandlungen bei Personen mit erhöhtem Risikoprofil vorgenommen werden, die oft besser unterbleiben sollten. Der Anteil von Menschen über 65 Lebensjahren beträgt bei Operationen in Deutschland bereits 40 %, obwohl diese Personengruppe 90 % der Todesfälle nach Operationen betreffen. Darüber hinaus sind auch angebotsgetriebene Behandlungsausweitungen zu beklagen, die auch Folge einer Zunahme der Ärzte um 50 % in 25 Jahren mit fortschreitender Subspezialisierung ist.
2. Wissenslücken, Fehlglauben von Patienten und Angehörigen
3. das Ungleichgewicht der Arzt-Patienten-Rollen
4. eine Angst vor Rechtsfolgen, wenn nicht alle denkbaren Therapieverfahren angewendet werden
Die Autoren des Lancet-Artikels erläutern die wesentlichen Ursachen:
Viele Ärzte führen zu vielen Arztbesuchen, viele Intensivstationen führen zu vielen Intensivbehandlungen. Wo Klinikkonzerne selber die Behandlungsausrichtung bestimmen, gibt es ein Überangebot hochpreisiger Behandlungsverfahren (Katheterlabor, OP) und eine Unterversorgung an weniger profitablen Therapien (z. B. Palliativversorgung).
So schlussfolgern sie: Die wichtigste Maßnahme gegen Übertherapie wäre, die Gier der Medizinindustrie durch strukturierte Gebührenordnungen mit Blick auf das Patientenwohl zu reduzieren.
Auch spielen Prestige und Profilierungsbestreben eine Rolle, wenn die Zahl der Behandlungen über das sinnvolle Maß gesteigert werden. Wer viele Behandlungen und damit auch viele „Heilungen“ durch die Anwendung von Therapien bei harmlosen Erkrankungen und selbstheilenden Verläufen vorweisen kann, gilt als kompetent und fördert Patientenzulauf und Renommee. Überzogene Heilungsversprechen tun dabei ihr Übriges.

## Klinische Erscheinungen

### Ausweitung von Krankheitsdefinition
In über 60 % der untersuchten medizinischen Leitlinien wurde eine Ausweitung der Krankheitsdefinition mit der Zeit gefunden, vormals Gesunde werden zu Kranken definiert.
Weithin diskutiert ist die Verschiebung der Grenzwerte von Cholesterin nach unten. So erhalten viel mehr vormals „Gesunde“ Medikamente gegen Fettstoffwechselstörungen mit nur fraglichem Nutzen, das Risiko für Übertherapie dagegen steigt. Auch die Herabsetzung von Normwerten der Nierenfunktion – ursprünglich lediglich zur Dosisanpassung von Medikamenten gedacht – hat zu mehr gesunden „Nierenkranken“ geführt. Ungefähr jeder dritte ältere Mensch mit so definiertem fortgeschrittenem Nierenschaden (IIIa) hat keinerlei Urinmarker für einen echten Nierenschaden.

### Therapieleitlinien
In den Therapieleitlinien der Arbeitsgemeinschaft für Gynäkologische Onkologie (AGO) wird Bevacizumab bei Brustkrebs empfohlen. International wird das für nicht sinnvoll gehalten, so etwa das National Institute for Health and Care Excellence (NICE) in GB. Die US Food and Drug Administration hat gar hier die Zulassung entzogen.

### Vorsorgemedizin
Der Nutzen von Krebsfrüherkennung ist umstritten.
In Südkorea wurde die Krebsvorsorge per Ultraschall eine lange Phase lang 15 Mal häufiger durchgeführt. Die Sterblichkeit von Schilddrüsenkrebs hat sich dadurch nicht vermindert. Dagegen kam es zu einer richtiggehenden „Krebsepidemie“, viel mehr Schilddrüsenkrebse wurden entdeckt. 99,7 % dieser Diagnosen wurden letztlich als Fehldiagnosen eingeschätzt. Die Patienten erhielten entsprechend häufig eine gefährliche und schädliche Übertherapie.

### Herzmedizin
Besondere Probleme werden auch in der Herzmedizin (Kardiologie) beschrieben, in mancher Studie seien 30 % der Konorarangiographien inadäquat, es bestehen teils regionale Unterschiede um den Faktor 10. Es konnte gezeigt werden, dass durch ein Zweitmeinungsverfahren 55 % der Angioplastien (Einbringen eines kleinen Netzes zum Offenhalten des Gefäßes) vermieden würden. Deutschland ist seit Jahren weltweiter Spitzenreiter in der Häufigkeit der Koronareingriffe. Bei der Krankenhaussterblichkeit dagegen steht Deutschland auf Platz 25 unter 28 Industrienationen. Dies wird im aktuellen Deutschen Herzbericht 2016 verschwiegen. In dem Lancetartikel belegt Deutschland mit 33 % unnötigen Krankenhausbehandlungen eine Spitzenposition. Die Tagesschau brachte Ende 2018 das Problem auf den Punkt: „In keinem anderen Land Europas wird herzkranken Patienten so häufig ein Stent eingesetzt wie in Deutschland. Für die Kliniken ist das ein lohnendes Geschäft.“

### Übertherapie am Lebensende
Vielfach ist eine zu aggressive Krebsbehandlung am Lebensende dokumentiert, bei jungen Patienten in den letzten 30 Lebenstagen zu ca. 75 %. Aber auch andere Verfahren werden von den internationalen Wissenschaftlern deutlich kritisiert, wie die therapieziellose PEG Anlage, Chemotherapie, die das Leben verkürzt, Bestrahlungsbehandlung kurz vor dem Lebensende, nutzlose Medikation, ineffektive Intensivtherapie am Lebensende oder die ziellose intravenöse Ernährung. Dagegen erfolgte Palliativversorgung nur in 2 % am Lebensende.

### Übertherapie bei Krebs
Die Auswertung einer Studie des Universitätsklinikums München aus dem Jahr 2014 zeigt, dass Krebsbetroffene noch in den letzten Lebenstagen ein hohes Maß an Übertherapie erhalten. Chemotherapie, Blutwäsche, Operationen, Intensivbehandlung, ja sogar Wiederbelebungen fanden bei den sterbenden Krebskranken häufig statt. Ihre Chance, das Krankenhaus überhaupt lebend zu verlassen, liegt deutlich unter 10 %, zum Großteil mit schwerem Hirnschaden. Etwa jeder dritte Krebspatient stirbt auf der Intensivstation.
Eine Londoner Forschergruppe hat die Langzeiterfolge neu zugelassener Krebsbehandlungen nachuntersucht und kommt zu folgenden Ergebnissen:
Von den 68 geprüften Behandlungen wurden 61 (90 %) ausschließlich in „palliativer Indikation“ eingesetzt – sprich eine Heilungsaussicht gab es weitgehend nicht. Krebsbetroffene in fortgeschrittenen Krankheitsstadien wünschen aber vor allem Erhalt oder Verbesserung der Lebensqualität. Dies wurde aber bei keiner der 68 geprüften Einsatzgebiete als primäres Ziel untersucht. Selbst als Nebeneffekt konnten lediglich Teilverbesserungen der Lebensqualität nur bei 7 (10 %) der Substanzen gezeigt werden. So führte etwa die Besserung der Atemnot, nicht aber des Schmerzes zur Zulassung eines Krebswirkstoffes. In der Nachbeobachtungsperiode von im Schnitt 5,4 Jahren zeigten nur 2 Substanzen (2,9 %) eine Lebenszeitverlängerung bei verbesserter Lebensqualität. Während bei Zulassung 24 (35 %) Substanzen eine Lebenszeitverlängerung belegten, waren es nach der langen Nachbeobachtung schließlich nur 26 (38 %). Dabei lag die Verlängerung der Lebenszeit zwischen 1 und 5,8 Monaten, im Schnitt bei 2,7 Monaten. Letztlich wurde die Lebenszeitverlängerung von den Wissenschaftlern nur bei 11 (16,2 %) Indikationen als relevant eingestuft. Die Studie wurde umfangreich in den Medien diskutiert. Während Fachleute eine Änderung der Zulassungsbedingungen fordern, sieht das Bundesgesundheitsministerium dafür keinen Bedarf.
Die Autoren kommen zu dem Schluss: Wenn teure Medikamente ohne klinisch sinnvolle Leistungen zugelassen und in Gesundheitssystemen bezahlt werden, können einzelne Patienten geschädigt, wichtige Ressourcen verschwendet und die Bereitstellung von gerechter und erschwinglicher Gesundheitsversorgung untergraben werden.
Krebsbetroffene haben grundsätzlich viele belastende Beschwerden, Ängste und Nöte, nicht erst in fortgeschrittenen Krankheitsstadien. So ist es seit Jahren unumstritten, dass möglichst bald eine Mitversorgung durch Palliativteams erfolgen sollte. Hierzu gibt es amerikanische und europäische Grundsatzempfehlungen.

### Übertherapie in der Intensivmedizin
Während früher die Kliniken, jeweils zum Jahresende, ihre Kosten vorrangig anhand der Verweildauer geltend machen konnten (sogenanntes Kostendeckungsprinzip), wird durch das neue DRG-System (diagnosis related groups) auf der Basis eines Diagnosemix und anhand der durchgeführten Prozeduren ein Entgelt bestimmt: je schlimmer die Krankheit und je technischer der Eingriff, desto höher der Erlös. Über Bonusverträge werden viele leitende Ärzte an lukrativen Eingriffen oder am Klinikgewinn beteiligt. Dies setzt bei einigen Verträgen Fehlanreize, wo etwa eine Beteiligung von 15 % am DRG-Erlös vereinbart wurde. Während Bundesärztekammer und Gesetzgeber diese Verträge ächten und auf freiwilligen Verzicht drängen, hatten 2015 noch 97 % der neuen Chefarztverträge entsprechende Klauseln. Bei einer Befragung von Ärzten und Klinikgeschäftsführern gab ein Großteil der Ärzte Übertherapie zu (Zustimmende Ärzte in %). Aus wirtschaftlichen Motiven …
… werden Herzkatheter oder Darmspiegelungen gemacht, die nicht medizinisch notwendig sind (69 %).
… werden Patienten operiert, obwohl das nicht nötig war (75 %).
… wird die Beatmungsdauer o.ä. durch die Vergütung bestimmt (71 %).
… wird der Entlassungszeitpunkt gewählt (58 %).
… werden Patienten aufgenommen, die nicht unbedingt ins Krankenhaus gehören. (94 %)

## Vermeidung
Als Abhilfe gegen Übertherapien werden folgende Maßnahmen ins Spiel gebracht:
- Beschränkung der Vergütung von Behandlungen auf evidenz-basierte Vorgehensweisen
- Entkoppelung der Vergütung von der Durchführung von Maßnahmen
- Aufwertung der diagnostischen Medizin, insbesondere der sog. „Sprechmedizin“
- erfolgsabhängige Vergütungsmodelle
- Einführung von Gewährleistungszeiträumen für Behandlungen
- Regressmodelle für Behandler
- Kostenerstattungsprinzip für Versicherte
- Selbstbehalte, Praxis- und Notfallgebühren
- Mengenbeschränkungen von Behandlungen
- Altersgrenzen für medizinische Behandlungen.

## Folgen
Ein Zuviel an Medizin führt nicht etwa zu einem besseren Gesundheitszustand, sondern ist schädlich. Dies stellte schon Paracelsus fest:
Alle Dinge sind Gift und nichts ist ohne Gift; allein die Dosis machts, dass ein Ding kein Gift sei.
Nicht gewollte Eingriffe oder nicht indizierte Eingriffe sind leidvoll, haben Nebenwirkungen und führen oftmals nicht zu einer Verbesserung der Gesundheit: Beim Vergleich der Daten von Darmkrebsbetroffenen, die in Regionen mit größerer Arzt- und Klinikdichte im Vergleich zu geringerer behandelt wurden, fiel auf, dass sie häufiger beim Arzt waren, man ging häufiger zum Spezialisten, es wurden mehr Untersuchungen veranlasst und es erfolgten mehr kleinere Eingriffe und Klinikbehandlungen, dabei vor allem die Intensivbehandlung. Dieses Mehr an Medizin führte weder zu größerer Zufriedenheit noch zu einer besseren Gesundheit. In der Gruppe intensiverer Behandlung lag sogar die Sterblichkeit höher.
Übertherapie schädigt aber nicht nur den einzelnen überversorgten Patienten, auch Pflegepersonal und nachgeordnete Ärzte sind betroffen: 91 % der befragten Kliniker berichteten von einer Übertherapie. Das Risiko war für Burn-out fast viermal so hoch, für Kündigung sogar 7,4-mal so hoch.
Die medizinische Überversorgung einzelner Patienten kann zur Unterversorgung anderer führen. Dies hat verschiedene Aspekte: Die Überversorgung bindet wichtige Ressourcen und finanzielle Mittel, die dann für die notwendigen Leistungen anderer Patienten fehlen. Ärzte und medizinisches Personal, die mit nicht notwendigen Leistungen beschäftigt sind, fehlen für die Versorgung von Patienten mit echtem Bedarf. Überdiagnostik und -therapie blockieren Geräte und Einrichtungen, was zu längeren Wartezeiten für andere Patienten führen kann.
Es bestehen große regionale Unterschiede des Behandlungsangebots. In Ballungsräumen herrscht oft eine Überversorgung, während ländliche Gebiete unterversorgt sind. Dies erschwert vielen Bewohnern in strukturschwachen Regionen den Zugang zur Versorgung. Überversorgung hat weitreichende Folgen für das gesamte Gesundheitssystem: Sie belastet die Finanzierung des Gesundheitswesens und kann zu übermäßigen Kostensteigerungen führen. Dies kann wiederum Einsparungen in anderen Bereichen notwendig machen, was die Versorgungsqualität insgesamt beeinträchtigen kann.

## Hilfestellungen
Patienten wird geraten, ihren Willen auch durch Vorsorgevollmacht und Patientenverfügung kundzutun. Zudem sollte vor kritischen bzw. vor hochpreisigen Behandlungen stets eine Zweitmeinung von einem unabhängigen Experten oder aber dem Hausarzt eingeholt werden.

## Gegenbewegungen
International gibt es einige Initiativen, in Großbritannien die „do not do“-Liste, in den USA die „Choosing Wisely“ Kampagne, oder in Deutschland die Initiative „Klug entscheiden“. An letzterer haben sich die deutschen Chirurgen allerdings nicht beteiligt, mit der Begründung, es gebe kein Problem. In Europa gab es im Februar 2018 den ersten Großkongress zur Problematik in Wien (36. Wiener Intensivmedizinische Tage), in Deutschland am 17. Mai 2018 in Berlin (Versorgungskongress: Viel hilft nicht immer viel).
In Deutschland beschäftigt sich MEZIS mit medizinfremden Einflussfaktoren auf Ärzte. In den USA hat sich das Lown-Institut des Problems angenommen und veröffentlicht wöchentlich neue Erkenntnisse:
Hier werden drei wichtige Veränderungen angemahnt, man wendet sich gar an die WHO: Eine gute Aufklärung der Bevölkerung über weniger nützliche Behandlungen durch unabhängige Institute, die effektive individuelle Aufklärung des Patienten sowie die Einbindung seiner Entscheidung und die kritische Prüfung neuer Verfahren etwa mittels EBM.
Der Arzneimittelbrief sieht geldliche Fehlanreize als Ursache für die Übertherapie und mahnt Veränderungen an. Er endet in dem Fazit, dass man auf der richtigen Seite stehen möchte. Eine solide medizinische Versorgung – dem Patienten zuhören, Entscheidungen gemeinsam treffen und die Literatur kritisch lesen – ist kostengünstig, angemessen und bringt bessere Ergebnisse. Mehr und mehr brauchen wir Verteidiger dieser einfachen Grundlagen. Gegen Verschwendung von Ressourcen an falscher Stelle, Überfluss medizinischer Maßnahmen und Gefährdung dadurch von Patienten zu sein, heißt nicht, gegen individuelle Entscheidung und therapeutischen Fortschritt zu sein.
Die Arbeitsgemeinschaft der wissenschaftlichen medizinischen Fachgesellschaften (AWMF) – Deutschlands wichtigstes Leitliniengremium – kritisiert in aller Deutlichkeit die Übertherapie vor allem durch Fehlanreize in der Klinikfinanzierung: „Die AWMF und ihre Fachgesellschaften nehmen eine zunehmende Dominanz betriebswirtschaftlicher Ziele – vor allem im stationären Gesundheitssektor – wahr, die sich negativ auf die Patientenversorgung auswirken und diese gefährden. Es bestehen Fehlanreize gegen eine patientenorientierte, wissenschaftliche Medizin durch das Vergütungssystem, die Anzahl und Ausstattung von Krankenhäusern bzw. Fachabteilungen und deren Grundfinanzierung.“